# Coles Supermarkets
 (octobre 2019).
Coles Supermarkets Australia Pty Ltd, Coles est une chaîne Australienne de supermarchés, de commerce sain et de détail, dont le siège social est situé à Melbourne dans le cadre du groupe Coles.
Fondée en 1990 à Collingwood, Melbourne par George Coles, Coles exploite 807 supermarchés à travers l'Australie, y compris plusieurs maintenant rebaptisé BI-LO Supermarchés. Coles compte plus de 100 000 employés et, avec son rival Woolworths, représente plus de 80% du marché australien. 
Coles Online est le service d'achat en ligne de l'entreprise («cliquez sur et collectez» et la livraison à domicile).
Entre 1986 et 2006, Coles Supermarkets était une marque de Coles Myer Limited, plus tard Coles Group Limited, avant que Wesfarmers n'achète Coles Group en 2007. Elle est redevenue filiale du Groupe Coles après la faillite de l'entreprise Wesfamers en novembre 2018.

## Sources
- (en) Cet article est partiellement ou en totalité issu de l’article de Wikipédia en anglais intitulé « Coles Supermarkets » (voir la liste des auteurs).